# Cécile de Jong van Beek en Donk
Jkvr. Cécile Wilhelmina Elisabeth Jeanne Petronella de Jong van Beek en Donk (Alkmaar, 19 de mayo de 1866 - Méréville, 5 de junio de 1944) fue una escritora feminista holandesa especialmente conocida por su novela Hilda van Suylenburg (1897) en la que defiende la emancipación de la mujer y es considerada como la novela feminista más importante de la llamada primera ola del feminismo en Holanda. Investigaciones recientes calificaron a Hilda van Suylenburg como la novela holandesa más leída y discutida de finales del siglo XIX.

## Biografía

### Primeros años
Era hija del jurista y fiscal general Jonkheer Johan Jan François de Jong van Beek en Donk y de Anna Cécile Wilhelmine Jeanne Jacqueline Nahuys, ambos protestantes liberales. Su madre descendía de una familia de pintores y era además miembro de la junta directiva de la asociación de mujeres Labor Adelt que defendía el derecho al trabajo de las mujeres de clase alta. También su padre estaba comprometido en el combate estructural contra la pobreza. Cécile, junto a su hermano Jan, tres años mayor, y su hermana Elisabet, dos años menor, en un hogar en el que el compromiso social era un importante valor. Sus padres la concienciaron de la igualdad hombres y mujeres y de la responsabilidad social de la nobleza. A temprana edad leyó a Spinoza, Émile Zola y los escritos filosóficos de Richard Wagner. Junto con su hermana menor, Elisabeth, viajaron a Bayreuth para asistir al 'Festspiele'. Cosima Wagner recibió a las niñas.
Desde los doce hasta los veinticuatro años, Cécile  vivió en la casa de Annastate, cerca de Den Bosch. Fue instruida de forma privada en cuatro idiomas por institutrices extranjeras, aprendió a pintar y tocar el violín. Mantuvo contactos sociales casi exclusivamente con la nobleza y el patriciado en Brabante y Utrecht. En 1888 obtuvo su Certificado de Educación Secundaria en Francés en Utrecht.

### Hilda van Suylenburg,la emancipación de la mujer
Poco después de la muerte de su padre en 1890, se casó con Adriaan Goekoop, un rico abogado especulador de tierras de La Haya, que sufría de depresión crónica. Goekoop le había pedido en matrimonio en varias ocasiones, finalmente Cécile accedió, pero en poco tiempo su matrimonio fracasó y Cécile compensaba las dificultades en proyectos sociales.
La pareja viajaba regularmente. En 1893 recorrieron Estados Unidos durante cinco meses. Cécile visitó varias granjas de avestruces allí. Un año antes, en 1892 había creado junto a su madre y su hermana el Vínculo para comabatir una moda espantosa, (Bond ter Combating a Gruwelmode) una organización que luchaba contra la matanza de pájaros para la decoración de sombreros y ropa. Desde el activismo en la protección animal llegó a las posiciones de lucha por la emancipación de la mujer y entre los años 1895 y 1898 las actividades feministas ocuparon cada vez más tiempo en su vida.
Durante el viaje a Estados Unidos también comprobó que allí existía una mayor protección legal para las mujeres y relaciones menos convencionales entre sexos y clases. Le marcó especialmente asistir a la Exposición Mundial Colombina celebrada en Chicago donde visitó el "Edificio de la mujer", que ofreció una descripción general del trabajo de las mujeres en todo el mundo. 
A su regreso a Holanda decidió organizar una exposición similar y escribir una novela de tendencia sobre la emancipación de la mujer. 
En mayo de 1896, De Jong fue una de las fundadoras de la Asociación 'Exposición Nacional del Trabajo de la Mujer' con el objetivo de organizar una exposición nacional de mujeres en el verano de 1898 con motivo de la toma de posesión de la reina reina Guillermina. De Jong fue miembro de la junta directiva de la asociación en 1896 y tomó actas de las reuniones. Cuando la presidenta de Groningen enfermó en marzo de 1897, De Jong la reemplazó y presidió las reuniones.
La exposición finalmente no se realizó en Ámsterdam, sino en La Haya porque el marido de Cécile puso a disposición un sitio en La Haya de forma gratuita y también garantizó cualquier escasez que pudiera surgir después de la exposición. La combinación de circunstancias hizo que la organización decidiera en septiembre de 1897 nombrar a Cécile De Jong presidenta.
El mismo año se publicó su primera novela, Hilda van Suylenburg  (Ámsterdam 1897) y poco después, en inauguró en el verano de 1898 la Exposición Nacional del Trabajo de la Mujer visitada por casi cien mil personas, muchas de las cuales habían leído ya la novela. 
La exposición celebrada en verano de 1898 significó un punto culminante y de inflexión en la vida de Cécile De Jong. Se profundizó el distanciamiento, según Goekoop porque su esposa se había dejado absorber por sus actividades en defensa de la emancipación de la mujer. Tras la exposición, Cécile viajó a Roma para descansar, su marido la siguió, el acercamiento duró poco y finalmente llegó el divorcio en octubre de 1899.
Tanto la exposición como el libro expusieron las fricciones entre feminismo y socialismo a finales del siglo XIX. Cécile consideraba que el feminismo era el primer paso de un proceso gradual de reforma social. La cuestión social residía por tanto en la cuestión de la mujer. El Partido Socialdemócrata de los Trabajadores (SDAP) se posicionó en contra actitudes que consideraba paternalistas por parte de las clases altas.  Henriette Roland-Holst la atacó por su "feminismo burgués". También Piter Jelles Troelstra uno de los líderes del SDAP y defensor del sufragio universal en su libro Palabras de mujer, Aportes a la batalla sobre el feminismo y el socialismo (Ámsterdam 1898) escribió: «Tan pronto como el movimiento de mujeres, colocando la solidaridad del sexo por encima de la de clase, quiere arrebatarle la mujer al proletariado, el choque entre el feminismo y la socialdemocracia es inevitable». De Jong van Beek en Donk guardó silencio en las polémicas de mujeres socialistas y feministas al igual que Cornélie Huygens y Henriëtte van der Meij.
A pesar de ser reconocida por sus servicios al país con la Orden de Orange-Nassau a finales de 1899 se divorció y se trasladó a Francia.  

### Liliay su etapa francesa
Desde el año 1900 De Jong van Beek en Donk vivió en París y en la casa de campo La Marjolaine en Méréville. Invirtió la fortuna tras su divorcio en apoyar a la familia y personas necesitadas. También tenía sus propios ingresos trabajando como corresponsal el De Nieuwe Courant en París.
En 1904 se casó con Michel Frenkel, judío polaco-ruso bajo la Ley de Matrimonio Rusa que reconocía posiciones más igualitarias entre hombres y mujeres. Michael y Cécile adoptaron la nacionalidad francesa antes del nacimiento de su hijo en 1905. Mantuvieron contactos con inmigrantes holandeses y de Europa del Este en los círculos de artistas parisinos.
De Jong continúa involucrada en el movimiento de defensa de los derechos de las mujeres y así lo muestra en su segunda novela, Lilia (Ámsterdam, 1907) en la que describe el trato injusto de una niña que se convierte en madre soltera. También pronunció una conferencia en la exposición 'La mujer 1813-1913' considerada como la continuación de la exposición de 1898.
Durante la Primera Guerra Mundial (2014-2018) visitó fábricas de armas y trabajó como corresponsal del De Nieuwe Courant y del New York Herald Tribune y creó fondos de ayuda para los soldados heridos y las viudas. Tras el bombardeo alemán de la catedral de Reims, inspirada por los servicios de oración patrióticos de la catedral, en 1916 se convirtió al catolicismo. «Soy francesa y quiero orar y servir a la francesa», escribió a su hermana Elisabeth. También se convirtió en oblata en Saint-Benoît-sur-Loire.
Durante el período de entregruerras sus posiciones se volvieron abiertamente reaccionarias y antidemocráticas. Conservó sus sentimientos antialemanes, se adhirió al movimiento derechista nacionalista Action française y también adoptó su antisemitismo ('científico') del líder de este movimiento, Charles Maurras. 
Ahora consideraba el socialismo como una ideología perniciosa. Su evolución espiritual queda trasladada en su última  La Marchande de cierges (1929, francés), en holandés Bij dewaskaarsen, En las velas de cera  (Hilversum 1930) en la que una monja guía a una niña protestante a través de los dogmas del catolicismo. En una larga nota a pie de página en su último libro expresó su mea culpa sobre su petición de mejores leyes de divorcio en Hilda van Suylenburg. Ahora lo veía como un punto de vista hedonista conquistado. 
Escribió sus últimas palabras el 6 de junio de 1944, durante la invasión de Normandía, poco antes de su infarto mortal el 15 de junio de 1944. Su muerte en Méréville pasó casi desapercibida en su país natal.

## Vida personal
El 25 de agosto de 1890 se casó con el abogado Adriaan Eliza Goekoop. El matrimonio no tuvo hijos y se disolvió el 20 de noviembre de 1899. El divorcio implicó el alejamiento con su hermana Elisabeth que junto a su esposo el compositor Alphons Diepenbrock, se puso del lado de Goekoop aunque acabó apoyándola económicamente.
Un año después, en 1900, Cécile se trasladó a Francia. Allí a volvió a casarse el 28 de mayo de 1904 en París con Michel Frenkel, químico de profesión, judío polaco-ruso. Frenkel, se había convertido al catolicismo. Anteriormente había estado casado con una prima de Cécile quien había muerto en 1903. Cécile y Michel se casaron bajo la Ley de Matrimonio Rusa que puso a la mujer en pie de igualdad con el hombre. Un año después, en 1905 tuvieron a su único hijo, Pierre-Michel.  Los Frenkel adoptaron la nacionalidad francesa antes del nacimiento de su hijo que fue bautizado como católico .  En 1916 Cécile se convirtió al catolicismo y cuatro años después convenció a su hermana de que hiciera lo mismo a pesar de que años antes la secundara para mantener su religión protestante frente a su esposo Alphons Diepenbrock y su familia que deseaban su conversión al catolicismo.

## Premios y reconocimientos
- 1899 caballero de la Orden de Orange-Nassau[2]

## Publicaciones
- A las mujeres de las Indias Orientales Holandesas. (Groningen, Exposición Nacional de la Asociación Laboral de Mujeres, 1897)
- Hilda van Suylenburg . 1ª edición 1897, 2ª, 3ª y 4ª edición 1898, 5ª edición 1899, 6ª edición 1902, 7ª edición 1911, 8ª edición 1919. (Todas las ediciones: Ámsterdam, Scheltema y Holkema). Reimpresión moderna: Publisher Sara, Ámsterdam, 1984. ISBN 9063281269 (primeras ediciones todavía con el nombre del autor: C. Goekoop - De Jong van Beek en Donk)
- Lilia (Ámsterdam, Scheltema y Holkema, 1907)
- Andrzej Strug: La historia de una bomba . Traducido del polaco y presentado por Cécile de Jong van Beek en Donk. Ámsterdam, Society for Good and Cheap Reading, 1912. (Biblioteca mundial, volumen 167/168)
- La Marchande de cierges (1929, francés). Edición holandesa: Bij dewaskaarsen En las velas de cera (Hilversum, Publisher Paul Brand, 1930)

## Obra
Su primer trabajo publicado fue Aan de vrouwen van Nederlandsch Oost-Indië ("A las mujeres de las Indias Orientales Holandesas"). Lo escribió con motivo de una exposición sobre trabajadoras aunque no recibió mucha atención.
Con su primera novela, Hilda van Suylenburg (1897) su carrera como escritora despegó. El texto trata de la emancipación de una mujer que combina con éxito su trabajo como abogada con una vida familiar feliz y plantea cómo las mujeres pueden construir sus propias vidas sin tener que depender de los demás. También promueve los matrimonios cuando hay igualdad y amor de por medio. Está considerada una novela de tendencias por excelencia, en la que se discuten todos los puntos de la agenda del movimiento de mujeres: cuestiones relativas al sufragio, el trabajo, la educación, el derecho matrimonial, la moda, las perspectivas de carrera en las ciencias y el arte, etc. se ilustraron a través de la vida de las mujeres. El personaje principal logra liberarse de las normas restrictivas y combinar una carrera como abogado con una feliz vida matrimonial.
Su primer libro fue un éxito con cinco tiradas en quince meses. Se publicaron traducciones al alemán, al francés y al sueco.  La traducción al alemán de 1906, de Else Otten, alcanzó las diez ediciones. 
En los primeros dos años después de la publicación de la novela, además de innumerables artículos de revistas, se escribieron no menos de veinte folletos sobre y en respuesta al libro. Por lo general, no era el contenido literario, sino la visión sociopolítica.
Investigadores recientes calificaron a Hilda van Suylenburg como la novela holandesa más leída y discutida de finales del siglo XIX. La novela también tuvo éxito en otros idiomas. 
Su segunda novela, Lilia (1907) trata sobre una mujer soltera que se queda embarazada. No fue tan bien recibida como su otra novela, pero sí recibió críticas positivas. Publicó algunos textos más, pero ninguno alcanzó la fama que alcanzó su primera novela. 
En su última novela En las velas de cera (1929) Bij dewaskaarsen, en holandés publicada en 1930, escribió sobre el papel del catolicismo en la educación y describe la conversión de una joven a la fe católica. No hubo reseñas de su tercera novela fuera del círculo católico en los Países Bajos.
Cécile mantuvo una atención constante por el arte. En su propia vida, a De Jong le gustaba moverse en círculos de artistas y mujeres artistas, músicos y pintores a menudo juegan un papel crucial en su trabajo. No es de extrañar, por tanto, que los conocedores de la obra del escritor Louis Couperus crean reconocerla en Cornélie de Retz van Loo, protagonista de su novela A lo largo de la gradualidad de 1900. Al igual que De Jong, este personaje huyó de un matrimonio civil a Roma, tiene allí una relación con un artista y trata -en vano- de liberarse de las reglas convencionales de la vida de una mujer. No sólo en el nombre y las vivencias del protagonista, sino también en la lectura que hace, el contemporáneo a De Jong debió reconocer su novela y la batalla de folletos.

## Críticas a su obra
De Jong fue una comprometida feminista descartada por algunos historiadores porque pertenecía a la clase alta, sin embargo fue una de las autoras feministas más famosas de los Países Bajos alrededor del siglo XX.
Sus novelas más famosas, Hilda van Suylenberg y Lilia generaron una amplia controversia.  Hilda es una novela de tendencia (nl), en la que se discuten todas las ideas feministas del cambio de siglo o fin de siècle. Fue vista como una novela de tendencia, porque destaca con mucha fuerza las ideas feministas. Gracias a este folleto en forma de novela el libro acabó con el público deseado, es decir, las mujeres de la burguesía. Sin embargo, la novela fue criticada porque solo se centraba en mujeres de clase alta y no daba voz a las mujeres de clase baja. La novela también recibió reacciones positivas. Hilda fue un modelo a seguir para las mujeres de clase alta, porque pudo combinar su carrera como abogada con un buen matrimonio y la maternidad, y la novela mostró cómo las niñas pueden crear una vida significativa. Esto contrasta fuertemente con Eline en la entonces también popular novela Eline Vere (1888) de Couperus. Margaretha Meijboom expresó su respuesta positiva así: "Ahora le dio palabras y formas, ¡poderosas y sorprendentes!, a lo que sin saberlo vivió y causó lucha en los corazones de tantas mujeres". Y ella lo llamó "la chispa en la pólvora".
Incluso se comparó a Hilda van Suylenberg con La cabaña del tío Tom (1852), porque también inquietó algunas plumas. Sin embargo, también se dijo que el libro contiene demasiados personajes extremos, lo que reduciría la credibilidad. Además, según Henriëtte Roland Holst, el feminismo burgués distraería del verdadero socialismo. Investigadores recientes llaman a la novela la novela holandesa más leída y discutida del cambio de siglo.
Según el crítico literario Henri Smissaert, la segunda novela de De Jong, Lilia, describía demasiado el comportamiento inmoral y no ofrecía una perspectiva contraria a este comportamiento.  Esto impidió que los lectores vieran a Lilia como realmente era. Además, Lilia no se avergüenza de su comportamiento inmoral y de su hijo ilegítimo. Por otro lado, dice Smissaert, ella es una persona de carne y hueso, en contraste con Hilda y Corona en Hilda van Suylenberg. El amor libre de Lilia fue visto como la desaparición de la moralidad. La autora Anna de Savornin Lohman argumenta que es malo ejercer el amor libre, porque el cambio en la moralidad no conduciría a la liberación de la mujer. Además, Lilia es vista como egoísta, porque solo piensa en sí misma y no en su hijo, quien ahora tendrá que vivir con el atraso que Lilia le ha dado como marginado. La historia también es increíble, según Lohman, porque la novela termina donde comienza la lucha en la vida real.